# Ms. Kelly
Ms. Kelly é o segundo álbum solo da cantora americana Kelly Rowland. Foi lançado pela Columbia Records, em parceria com a World Music Entertainment e Sony Music durante o terceiro trimestre de 2007, começando com a maior parte do território europeu, em 22 de junho.
Inicialmente ia chamar-se My Story e seu lançamento foi alterado várias vezes, cujo lançamento seria em meados de 2006. O projeto acabou por ser transferido para 2007 em favor de uma "multi-estratégia de marketing" e gravações adicionais. Kelly contribuiu com nove faixas para a retrabalhada versão, Ms. Kelly, que teve seu trabalho solo ainda mais em mercados de música urbana, que envolvem produção de Scott Storch, Polow da Don, Soulshock & Karlin e do cantor Tank entre outros.
A Columbia lançou duas edições Deluxe do álbum no ano seguinte, contendo músicas e remixes até então inéditas. Ms. Kelly já vendeu mais de 1,5 milhões de cópias mundialmente.

## Faixas
| N.º | Título                     | Compositor(es)                                                                             | Produtor(es)                                               | Duração                |  |
| 1.  | "Like This" (com Eve)      | Kelly Rowland, Sean Garrett, Eve Jeffers, Jamal Jones, Jason Perry, Elvis Williams         | Polow da Don, Sean Garrett, Jason Perry, S-Dot, Blac Elvis | 3:39                   |  |
| 2.  | "Comeback"                 | Rowland, Scott Storch, Jason Boyd, Lyndrea Pric                                            | 3:26                                                       | Scott Storch, Poo Bear |  |
| 3.  | "Ghetto" (com Snoop Dogg)  | Durrell Babbs, J. "Lonny" Bereal, Calvin Broadus                                           | Tank                                                       | 2:55                   |  |
| 4.  | "Work"                     | Rowland, Storch, Boyd                                                                      | Scott Storch, Poo Bear                                     | 3:28                   |  |
| 5.  | "Flashback"                | Rowland, Charles Bereal, Kenneth Bereal, J. Bereal, Huy Nguyen, Britney Jackson            | CKB                                                        | 4:21                   |  |
| 6.  | "Every Thought Is You"     | Rowland, Dana Stinson, Loren Dawson, J. Bereal, Billy Mann, Huy Nguyen, Shalondra Buckines | Rockwilder, Loren Dawson                                   | 3:56                   |  |
| 7.  | "The Show" (com Tank)      | Rowland, Babbs, J. Bereal                                                                  | Tank                                                       | 3:36                   |  |
| 8.  | "Interlude"                | Rowland, Carsten Schack, Kenneth Karlin, J. Bereal, Billy Mann, Price                      |                                                            | 1:00                   |  |
| 9.  | "Still in Love with My Ex" | Rowland, Schack, Karlin, J. Bereal, Mann, Price                                            | Soulshock & Karlin                                         | 3:38                   |  |
| 10. | "Love"                     | Slav Vynnytsky, Marc Joseph, Solange Knowles                                               | Mysto & Pizzi                                              | 3:51                   |  |
| 11. | "Better Without You""      | C. Bereal, K. Bereal, J. Bereal, Charmelle Cofield                                         | CKB                                                        | 3:57                   |  |
| 12. | "This Is Love"             | Billy Mann                                                                                 | Billy Mann                                                 | 4:46                   |  |

| Faixas Bónus Internacionais |                                    |                                                                    |                |         |  |
| N.º                         | Título                             | Compositor(es)                                                     | Produtor(es)   | Duração |  |
| 13.                         | "Gotsta Go (Part I)" (com Da Brat) | Rowland, C. Bereal, K. Bereal, J. Bereal, Angela Beyince, S. Harri | CKB            | 3:48    |  |
| Duração total:              | Duração total:                     | Duração total:                                                     | Duração total: | 3:48    |  |

| Faixas Bónus do iTunes Americano |                                    |                                                                                    |                                                            |         |  |
| N.º                              | Título                             | Compositor(es)                                                                     | Produtor(es)                                               | Duração |  |
| 13.                              | "Like This" (Azza's Nu Soul Remix) | Kelly Rowland, Sean Garrett, Eve Jeffers, Jamal Jones, Jason Perry, Elvis Williams | Polow da Don, Sean Garrett, Jason Perry, S-Dot, Blac Elvis | 3:54    |  |
| Duração total:                   | Duração total:                     | Duração total:                                                                     | Duração total:                                             | 3:48    |  |

### Faixas bônus
1. "Gotsta Go (Part I)" (featuring Da Brat) [European bonus track] (Rowland, C. Bereal, K. Bereal, J. Bereal, Angela Beyince, S. Harris) — 3:48
2. "Like This" (Azza's Nu Soul Remix) [iTunes bonus track] — 3:54
3. "H'Bibi I Love You" (with Amine) [French bonus track] — 4:08
4. "Dilemma" (with Nelly) [Japanese bonus track] (Cornell Haynes Jr., Bunny Sigler, Kenny Gamble) — 4:49
5. "Like This" (DJ Speedy Remix; featuring Sean P & Eve) — 4:13